# لولب (هندسة)

اللولب اليميني (cos t, sin t, t) من t = 0 إلى 4π ذات سهام تظهر اتجاه تزايد t.

اللولب هو شكل ثلاثي الأبعاد مثل البرغي والبرّيمة والدَرَج الدوامي والحمض النووي.

## في الهندسة الوصفية
يعتبر اللولب المحل الهندسي لنقاط تقاطع سطح دوراني مع نصف شعاع r (أي خط محدد من نقطة نهائية والاخرى لانهائية، بينما يقوم r بشكل متزامن بحركتين: حركة انزلاقية على طول محور ذلك السطح والاخرى دورانية حول نفس المحور.
يحدث اللولب المزدوج عندما يؤخذ في الاعتبار الشعاع بالكامل وبالتالي يصبح لدينا اثنين من تلك المحلات الهندسية انفة الذكر
وبالتالي يمكن ان ينقسم اللولب إلى عدة أنواع:

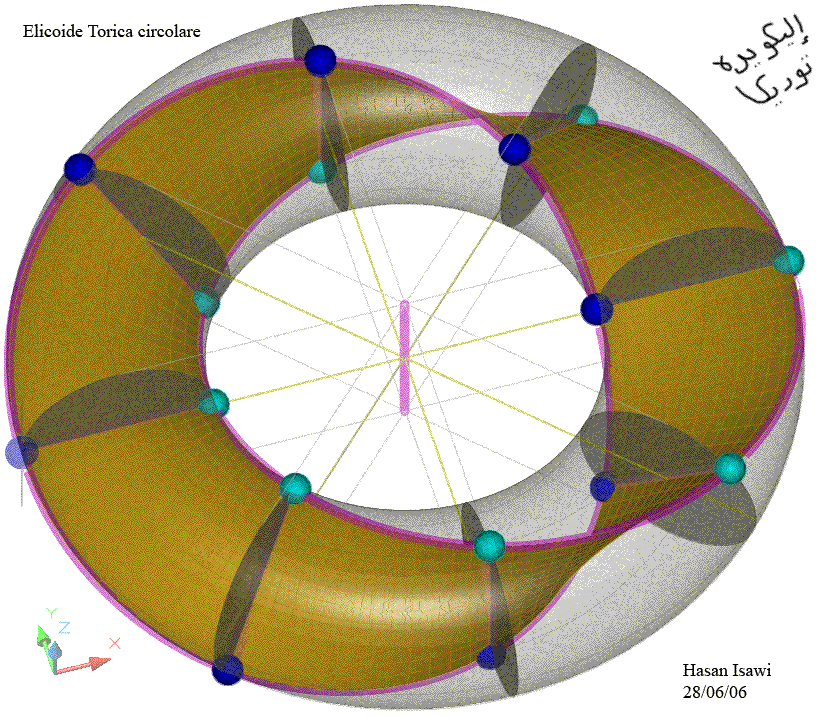
لولب حلقي

- مخروطي
- أسطواني
- كروي
- حلقي

## معرض صور

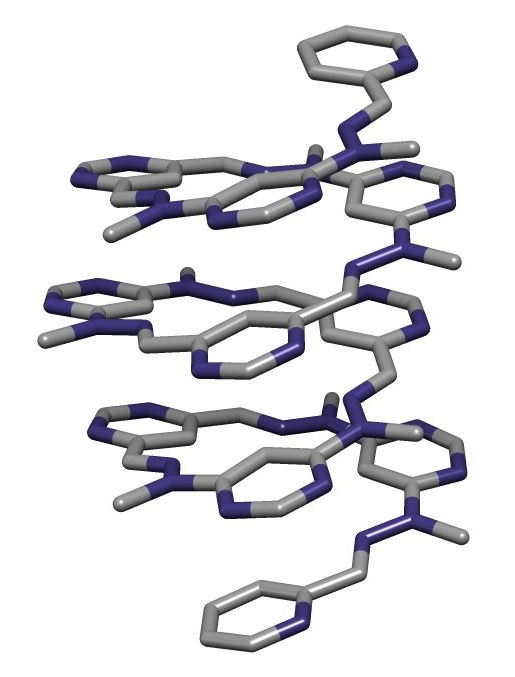
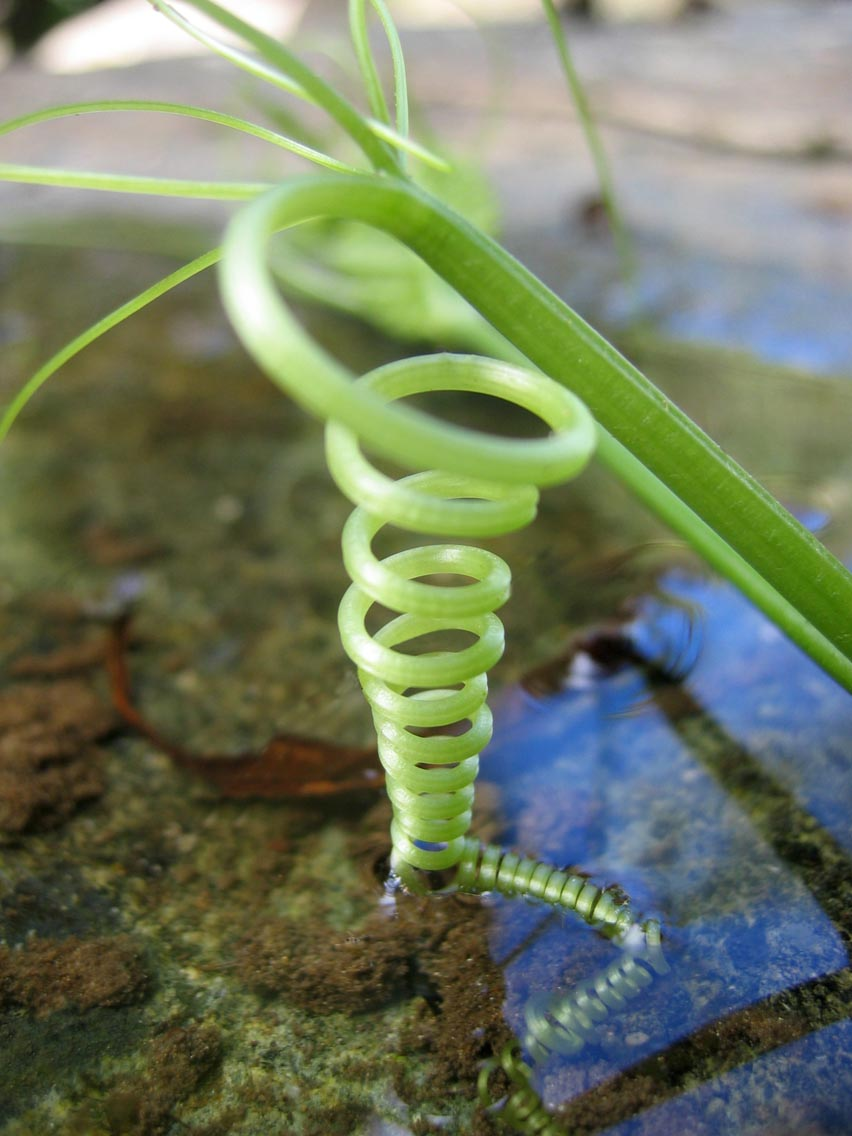
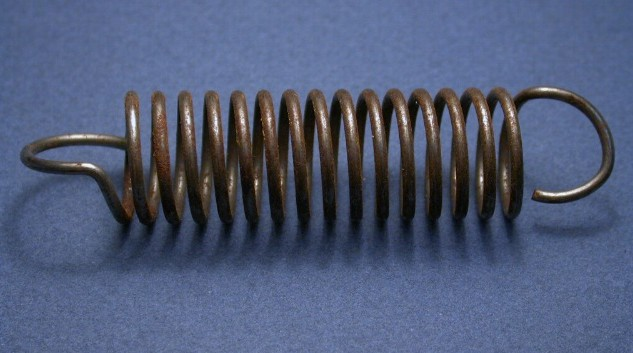